# Megastar
Il Megastar è un traghetto costruito a Turku, in Finlandia per la compagnia di navigazione estone Tallink. È la prima nave della flotta ad essere alimentata da gas naturale liquefatto (GNL).

## Caratteristiche
Il Megastar è lungo 212 metri e largo 30,60 metri e ha una stazza di 49.134 tonnellate. La nave ha una capacità di 2.800 passeggeri ed è dotata di un garage di 3.653 metri lineari che può ospitare 800 veicoli o 250 rimorchi distribuiti su quattro livelli. Il garage è accessibile da due porte a rampa situate nella parte posteriore e una porta a rampa anteriore ma anche da un portello che dà accesso diretto al suo garage superiore. La propulsione è fornita da tre motori diesel semirapidi Wärtsilä 12V50DF e due motori Wärtsilä 6L50DF GNL che sviluppano una potenza di 45.600kW azionando due eliche a passo variabile che fanno girare la nave a una velocità di 27 nodi. I dispositivi di sicurezza sono essenzialmente costituiti da due barche semirigide e da più zattere di salvataggio con cassoni che si aprono automaticamente a contatto con l'acqua. La nave è dotata di due eliche di prua per facilitare l'attracco e le manovre di attracco, oltre a due eliche posteriori e stabilizzatori antirollio. È inoltre dotato di uno scafo rompighiaccio classificato 1 A Super.
Il Megastar ha 12 ponti. Mentre la nave si estende in realtà su 13 ponti, uno di questi è inesistente a livello del garage per consentire alla nave di trasportare merci. I posti passeggeri si trovano su tutti i ponti 8 e 9 e su una parte del ponte 10. Quelli dell'equipaggio occupano principalmente i ponti 10 e 11. I ponti 3, 5, 6 e 7 sono da parte loro dedicati ai garage passeggeri.
Il Megastar è dotato di un gran numero di strutture per la ristorazione e l'intrattenimento. Situati principalmente sui ponti 7, 8 e 9, comprendono quattro ristoranti, due bar e spazi commerciali altamente sviluppati.
Le strutture della nave sono organizzate come segue:
- Sea Pub: pub situato sul ponte 9 a poppa della nave;
- Victory Bar: Bar situato sul ponte 9 a poppa di dritta;
- Delight Buffet: ristorante a buffet situato sul ponte 9 a prua della nave;
- The Chef's Kitchen: ristorante dall'atmosfera intima situato al ponte 9;
- Fast Lane: caffetteria aperta 24 ore su 24 situata sul ponte 9 sul lato di dritta;
- Burger King: ristorante in franchising Burger King situato al ponte 9;
- Coffee & Co: caffetteria situata al centro del ponte 8 che utilizza il franchising Starbucks  ;

Oltre a queste strutture, il Megastar dispone di una grande galleria commerciale al ponte 8 composta da un supermercato a due piani (ponte 8 e parte del ponte 7), una profumeria, un negozio di liquori e un negozio di abbigliamento. Sul ponte 8 si trovano anche i saloni passeggeri, che offrono un comfort variabile a seconda della categoria. A bordo della Megastar sono presenti due lounge, la Comfort Lounge e la Business Lounge , a un costo aggiuntivo e che offrono servizi esclusivi.
Progettato per brevi navigazioni, il Megastar dispone di 22 cabine situate sul ponte 10 a babordo. Tutte esterne, sono dotate di due o quattro posti letto oltre a servizi igienici comprensivi di doccia, wc e lavabo.

## Servizio

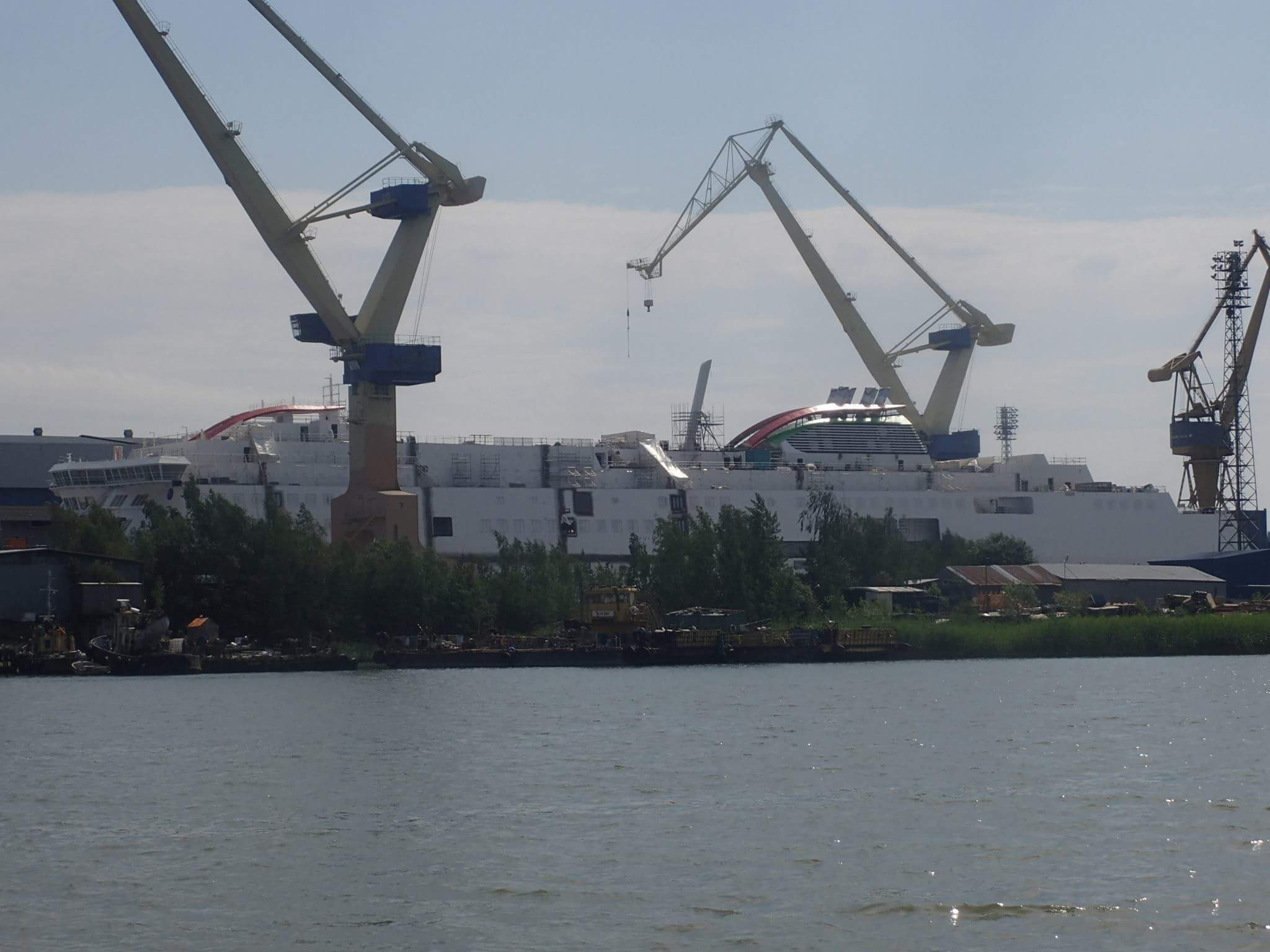
Megastar in costruzione.

Durante gli anni 2010, Tallink prevede di rinnovare la sua flotta di navi ad alta velocità in servizio tra Tallinn e Helsinki. Seppur efficienti, i traghetti veloci Star e Superstar stanno progressivamente diventando inadatti alle variazioni di traffico, in particolare a causa della loro capacità limitata e della loro configurazione più orientata alle traversate notturne, mentre sono adibiti esclusivamente alla rotazione del traffico. Il 27 febbraio 2015 l'ordine per una nuova nave è passato ufficialmente ai cantieri navali finlandesi Meyer Turku. Alla fine del 2015, è stato annunciato che la futura unità sostituirà la Superstar all'interno della flotta.
Con una lunghezza di 212 metri e una stazza di oltre 49.000 tonnellate, la futura nave avrà dimensioni simili a quelle dei cruise ferry di Tallink. Progettata appositamente per assorbire in modo efficiente il traffico attuale tra Tallinn ed Helsinki, la sua configurazione come day ship ha molto più successo delle precedenti, soprattutto in termini di strutture, composte quasi esclusivamente da lounge e solo venti cabine. La sua capacità di carico è notevolmente aumentata rispetto a quella della generazione precedente con 2.800 passeggeri che potranno beneficiare di due ponti completi di allestimenti la cui qualità è stata rivista al rialzo. Tra questi ci sono i soliti servizi di traghetti del Mar Baltico con in particolare l'ampia area dedicata ai centri commerciali. Come i suoi predecessori, la sua capacità di laminazione è molto elevata con 3.600 metri lineari di carico merci, l'equivalente di 800 veicoli o 250 camion. Infine, la principale innovazione risiede nel suo sistema di propulsione, progettato per essere parzialmente alimentato da gas naturale liquefatto, riducendo notevolmente l'impatto ambientale della nave. Per definire il nome della nave, Tallink organizzerà un concorso durante il quale i suoi clienti saranno chiamati a presentare idee. Tra 21.550 proposte, l'azienda sceglierà di nominare la sua nave Megastar.
La nave è stata impostata il 9 febbraio 2016 e varata il 15 luglio. Dopo i lavori di finitura, ha effettuato le prove in mare il 19 dicembre 2016 per poi lasciare il cantiere il 3 gennaio 2017 per raggiungere Pori per essere rifornita di GNL. Tallink prende quindi in consegna la nave il 24 gennaio.
Poco dopo la consegna, il Megastar si è diretto a Helsinki per effettuare i test di ormeggio prima di raggiungere Tallinn. Ha poi eseguito il suo viaggio inaugurale il 29 gennaio 2017 tra Tallinn e Helsinki.